# Marcial Maciel
Marcial Maciel Degollado (10. března 1920 – 30. ledna 2008) byl mexický katolický kněz, prasynovec sv. Rafaela Guízara, arcibiskupa z Xalapy, zakladatel a generální ředitel (1941–2005) Legionářů Krista a hnutí Regnum Christi.
Ke sklonku života byl po formální stránce skvělé kariéře, během níž se těšil zvláštní přízni a podpoře Svatého stolce, obviněn z porušování celibátu, otcovství k vícero dětem a sexuálního zneužívání dětí a mladých mužů. V roce 2006 mu papež Benedikt XVI. na základě vyšetřování, zahájeného již za pontifikátu Jana Pavla II., zakázal veřejné působení a uložil život v pokání.
V roce 2010 Legionáři Kristovi připustili, že Maciel se mimo jiné dopouštěl pohlavního zneužívání seminaristů v jejich Kongregaci.
V prosinci 2019 Legionáři Kristovi vydali zprávu, podle které bylo Macielem zneužito nejméně 60 nezletilých.